# 辛巳事件
辛巳事件（しんしじけん）とは、神亀元年（724年）2月に聖武天皇が生母の藤原宮子に対して勅によって与えられた称号が詔によって撤回された事件。撤回の詔が出された神亀元年3月22日（724年4月19日）の干支が辛巳であったことに由来する。

## 概要
藤原宮子は、藤原不比等の娘で、文武天皇の夫人で、配偶者の中では最上位であった。そのため、宮子所生の首皇子（後の聖武天皇）が皇太子を経て、神亀元年2月4日（724年3月3日）に皇位を継承。これにより、宮子は徳の天皇の直系尊属になる。直後の6日、天皇は勅を出し、生母である宮子を「大夫人（ダイブニン）」と称するよう命じた。これは、臣籍にある天皇の尊属に対する尊号賜与の初例となった。
ところが、3月22日になって左大臣長屋王ら議政官が公式令によれば大夫人という称号は存在せず皇太夫人があるのみであること、勅によって「大夫人」を用いれば違令となり、公式令によって「皇太夫人」を用いれば違勅になるとして、天皇の判断を仰ぎたいとの上奏を行った。これに対して天皇は先の勅を撤回し、文章上の呼称は「皇太夫人」、口頭での語は「大御祖（オホミオヤ）」とする詔を出して事態を収拾した。

## 影響
朝廷内の対立
この事件は、天皇の勅旨と律令法の規定とが齟齬をきたし、天皇の側が勅旨を修正したことから、天皇および宮子の生家である藤原氏（藤原四兄弟）と、長屋王ら議政官との対立を見出す見方がある。藤原氏への配慮を含意して天皇が出した勅に対し、長屋王が手続き上の瑕疵を指摘し、天皇側に掣肘した、という見立てで、この対立が後年の長屋王の変の遠因となった、との説である。また、臣下である藤原氏を母としていることは聖武天皇にとっては天皇としての権威としての弱点であるという自覚があり、その弱点の克服のために生母及びその実家である藤原氏の権威を高める積極的な動機があったとする考え方もある。天皇の生母である宮子の尊貴性を高める政策、そしてその後においては天皇の正妻となる光明子の尊貴性を高める政策は、聖武天皇と藤原氏（藤原武智麻呂もしくは藤原房前）の間で共通の利害関係を有しており、「大夫人」の呼称が天皇と藤原氏いずれの発案であったとしても互いに同調できる性格のものであったと考えられる。
一方で、この時点で対立していたのは、従来の「天皇＆藤原氏」対「長屋王（皇親勢力・議政官・律令体制）」ではなく、「天皇（皇親政治）」対「藤原氏（律令体制）」ではないか、との説もある。聖武天皇が皇太子であった頃、元明上皇（聖武天皇の祖母）の治世において、藤原氏の主導による律令体制から、皇親政治への転換を企図して、長屋王を引き立てるなどの政治工作を行っていた。そして、今回の勅旨の修正においても、聖武天皇は、生母を指す伝統的な呼称である「オホミオヤ」を律令規定に優先して希望しており、勅旨修正後も、文書の上では「皇太夫人」に改めた後も、読みは「オホミオヤ」とするなど、藤原不比等の手動で作成された律令の規定からは距離を置いている。長屋王も、天皇と藤原氏などのどちらかの立場をとるのではなく、勅旨と律令規定との差異を指摘し、対処方法を確認するにとどまっている。この聖武天皇と藤原四兄弟の意見の相違こそが、長屋王の変の遠因になったのではないかとされる。
また、聖武天皇の本意は宮子に皇太夫人の称号を与えることにあったが、臣下である宮子に「皇」の付いた称号を用いることに対する臣下の反発を警戒した（結果的には臣下側がその思惑に乗って皇太夫人の称号を与えることができた）とする見方もある。ただし、その後の公文書にも「大夫人」の称号が出てきていること（『類聚三代格』所収天平13年2月14日付勅）から、聖武天皇の本意はあくまでも令制にはない「大夫人」の称号を与えることにあったとする反論もある。この反論では、「皇太夫人」は称号、「大夫人」は美称であり、「大后」「大皇后」（「オホキサキ」）という美称を用いられていた皇太后に宮子を擬えることを目的にしていたとされ、その傍証として時期は不明ながら遅くても神亀4年（727年）までに本来は三后を対象として皇太夫人に対しては設置は認められない中宮職が宮子のために置かれていることを挙げている。
なお、藤原武智麻呂や房前もその一員である議政官全てが天皇の意見に反対していたという構図は成立不可能であり、あくまでも太政官の会議は長屋王の主張する反対論が多数の中であったものの決定を見ぬまま3月22日の上奏を経て最終的な撤回に追い込まれていること、その後の中宮職の設置に関しては何の問題も発生しなかったと推測されることには留意する必要がある。長屋王は天皇周辺や藤原氏の内部のみでの私称としての使用であれば「大夫人」を許容していた可能性があるが、それを令外の称号として公式の場に用いることについては藤原氏による国家の私物化の危惧を抱かせたのではないか、とする説もある。
後世への先例として
なお、『続日本紀』によれば、天平宝字3年（759年）6月16日に淳仁天皇の母の当麻山背（舎人親王の未亡人）に「大夫人」の尊称が与えられている。またこれとは別に、追贈尊称として橘三千代（『続日本紀』天平宝字4年8月7日条）や藤原乙春（『大鏡』）など天皇の外祖母（いずれも臣下）に対する号としても見られている。